# Mariana Gesteira
Mariana Gesteira Ribeiro (Itaboraí, 28 de junho de 1995) é uma nadadora paralímpica brasileira.

## Biografia

### Primeiros anos
Mariana nasceu no município de Itaboraí, localizada no interior do estado do Rio de Janeiro. Aos dez anos de idade, já participava natação, sendo atleta federada do Botafogo de Futebol e Regatas, tradicional clube carioca.
Aos catorze anos, foi diagnosticada com síndrome de Arnold Chiari, condição rara que afeta a formação do sistema nervoso central.

### Carreira
Representou o Brasil nos Jogos Parapan-Americanos de 2015, realizados em Toronto, no Canadá. Na competição, foi bronze nos 100m livre e nos 100m costas. Nos Jogos Pan-Americanos de 2019, realizados em Lima, capital do Peru, Gesteira conquistou medalha em cinco categorias: foi prata nos 100m costas, 50m livre e no revezamento 4x100m medley. Conquistou ainda duas medalhas de bronze nos 100m livre e no revezamento 4x100m livre.
No ano de 2019, realizou sua terceira cirurgia, para tentar reduzir a pressão intracraniana em decorrência da síndrome de Arnold Chiari. Por meio de uma 'vaquinha' angariou fundos para fazer a cirurgia antes dos jogos em Tóquio. Aos catorze anos, realizou sua primeira cirurgia, emergencial, no pós-operatório devido a rejeições do corpo, desenvolveu meningite e teve que realizar uma segunda cirurgia.
Ela competiu nos Jogos Paralímpicos de Verão de 2020 em Tóquio, onde conquistou a medalha de bronze na prova de 100 metros livre na classe S9. Em 2022, fez parte da campanha considerada histórica do Brasil, no Mundial da Ilha da Madeira. Gesteira foi responsável por garantir duas medalhas de ouro, nos 50m e 100m livre e um bronze nos 100m costas.
No Mundial Paraolímpico de Natação de 2023, realizado em Manchester, na Inglaterra, quatro medalhas. O ouro nos 50m livre, prata nos 100m livre e bronze nos revezamentos 4x100m medley e 4x100m livre.
Atualmente, treina no Clube de Natação e Regatas Álvares Cabral, localizado em Vitória, capital do estado do Espírito Santo.